# Вест-Міффлін (Пенсільванія)
Вест-Міффлін (англ. West Mifflin) — місто (англ. borough) в США, в окрузі Аллегені штату Пенсільванія. Населення — 19 589 осіб (2020).

## Географія
Вест-Міффлін розташований за координатами 40°21′28″ пн. ш. 79°54′19″ зх. д. / 40.35778° пн. ш. 79.90528° зх. д. (40.357663, -79.905401).  За даними Бюро перепису населення США в 2010 році місто мало площу 37,57 км², з яких 36,81 км² — суходіл та 0,76 км² — водойми.

## Демографія
Згідно з переписом 2010 року, у селищі мешкало 20 313 осіб у 8805 домогосподарствах у складі 5661 родини. Густота населення становила 541 особа/км².  Було 9462 помешкання (252/км²).
Расовий склад населення:
| - 86,5 % — білих - 11,0 % — чорних або афроамериканців - 0,4 % — азіатів - 0,1 % — корінних американців |

До двох чи більше рас належало 1,8 %. Частка іспаномовних становила 1,2 % від усіх жителів.
За віковим діапазоном населення розподілялося таким чином: 20,2 % — особи молодші 18 років, 60,3 % — особи у віці 18—64 років, 19,5 % — особи у віці 65 років та старші. Медіана віку мешканця становила 44,8 року. На 100 осіб жіночої статі у селищі припадало 89,8 чоловіків;  на 100 жінок у віці від 18 років та старших — 85,8 чоловіків також старших 18 років.
Середній дохід на одне домашнє господарство  становив 60 703 долари США (медіана — 50 336), а середній дохід на одну сім'ю — 73 543 долари (медіана — 63 022). Медіана доходів становила 49 616 доларів для чоловіків та 32 981 долар для жінок. За межею бідності перебувало 13,1 % осіб, у тому числі 24,4 % дітей у віці до 18 років та 7,1 % осіб у віці 65 років та старших.
Цивільне працевлаштоване населення становило 9788 осіб. Основні галузі зайнятості: освіта, охорона здоров'я та соціальна допомога — 25,2 %, виробництво — 10,6 %, роздрібна торгівля — 10,2 %, науковці, спеціалісти, менеджери — 9,8 %.